# Backstreet's Back
Albums de Backstreet Boys
Backstreet Boys (version internationale)
(1996) Backstreet Boys (version US)
(1997)
Backstreet's Back est le deuxième album des Backstreet Boys, sorti en 1997. Selon les sources, il s'est vendu entre 24 et 28 millions d'exemplaires à travers le monde,.

## Pistes
| No  | Titre                                                   | Auteur                                      | Producteur(s)               | Durée |
| --- | ------------------------------------------------------- | ------------------------------------------- | --------------------------- | ----- |
| 1.  | Everybody (Backstreet's Back)                           | Denniz Pop, Max Martin                      | Denniz Pop, Max Martin      | 3:44  |
| 2.  | As Long as You Love Me                                  | Max Martin                                  | Kristian Lundin, Max Martin | 3:40  |
| 3.  | All I Have to Give                                      | Full Force                                  | Full Force                  | 4:37  |
| 4.  | That's the Way I Like It                                | Pop, Martin, Herbert Crichlow               | Pop, Martin                 | 3:40  |
| 5.  | 10,000 Promises                                         | Martin                                      | Pop, Martin                 | 4:00  |
| 6.  | Like a Child                                            | "Fitz" Gerald Scott                         | Scott                       | 5:05  |
| 7.  | Hey, Mr. DJ (Keep Playin' This Song)                    | Timmy Allen, Larry Campbell, Jolyon Skinner | Allen, Campbell             | 4:25  |
| 8.  | Set Adrift on Memory Bliss                              | Attrell Cordes, Gary Kemp                   | P.M. Dawn, Campbell         | 3:40  |
| 9.  | That's What She Said                                    | Brian Littrell                              | Littrell, Mookie            | 4:05  |
| 10. | If You Want It to Be Good Girl (Get Yourself a Bad Boy) | Robert Lange                                | Lange                       | 4:47  |
| 11. | If I Don't Have You                                     | Allen, Gary Baker, Wayne Perry              | Allen, Campbell             | 4:35  |

## Classements
| Classement (1997–98)               | Meilleure position |
| ---------------------------------- | ------------------ |
| Allemagne (Media Control AG)       | 1                  |
| Australie (ARIA)                   | 2                  |
| Autriche (Ö3 Austria Top 40)       | 1                  |
| Belgique (Flandre Ultratop)        | 1                  |
| Belgique (Wallonie Ultratop)       | 1                  |
| Canada (RPM)                       | 1                  |
| Danemark (IFPI)                    | 1                  |
| Écosse (OCC)                       | 7                  |
| Espagne (AFYVE)                    | 1                  |
| Europe (Eurochart)                 | 1                  |
| Finlande (Suomen virallinen lista) | 1                  |
| France (SNEP)                      | 22                 |
| Hongrie (Mahasz)                   | 1                  |
| Italie (FIMI)                      | 5                  |
| Japon (Oricon)                     | 23                 |
| Malaisie (RIM)                     | 1                  |
| Norvège (VG-lista)                 | 1                  |
| Nouvelle-Zélande (RIANZ)           | 2                  |
| Pays-Bas (Mega Album Top 100)      | 1                  |
| Portugal (AFP)                     | 3                  |
| Royaume-Uni (UK Albums Chart)      | 2                  |
| Suède (Sverigetopplistan)          | 1                  |
| Suisse (Schweizer Hitparade)       | 1                  |
| Taïwan (IFPI)                      | 1                  |

| Classement (1997)             | Position |
| ----------------------------- | -------- |
| Allemagne (Media Control AG)  | 4        |
| Autriche (Ö3 Austria Top 40)  | 5        |
| Belgique (Flandre Ultratop)   | 8        |
| Belgique (Wallonie Ultratop)  | 16       |
| Danemark (IFPI)               | 5        |
| Nouvelle-Zélande (RIANZ)      | 46       |
| Pays-Bas (Mega Album Top 100) | 19       |
| Royaume-Uni (UK Albums Chart) | 12       |
| Suède (Sverigetopplistan)     | 10       |
| Suisse (Schweizer Hitparade)  | 13       |

| Classement (1998)             | Position |
| ----------------------------- | -------- |
| Allemagne (Media Control AG)  | 43       |
| Australie (ARIA)              | 4        |
| Belgique (Flandre Ultratop)   | 59       |
| Belgique (Wallonie Ultratop)  | 61       |
| Canada (RPM)                  | 11       |
| Danemark (IFPI)               | 22       |
| Italie (FIMI)                 | 6        |
| Nouvelle-Zélande (RIANZ)      | 24       |
| Pays-Bas (Mega Album Top 100) | 55       |
| Royaume-Uni (UK Albums Chart) | 74       |
| Suède (Sverigetopplistan)     | 69       |
| Suisse (Schweizer Hitparade)  | 50       |

## Certifications
| Pays                         | Certification | Ventes    |
| ---------------------------- | ------------- | --------- |
| Allemagne (BVMI)             | 2 × Platine   | 1 000 000 |
| Argentine (CAPIF)            | 5 × Platine   | 300 000   |
| Australie (ARIA)             | 5 × Platine   | 350 000   |
| Autriche (IFPI)              | Platine       | 50 000    |
| Belgique (BEA)               | Platine       | 50 000    |
| Brésil (ABPD)                | 2 × Platine   | 500 000   |
| Canada (Music Canada)        | Diamant       | 1 048 000 |
| Finlande (Musiikkituottajat) | Platine       | 49 334    |
| France (SNEP)                | Or            | 147 400   |
| Hong Kong (IFPI Hong Kong),  | Platine       | 20 000    |
| Italie (FIMI)                | 4 × Platine   | 400 000   |
| Mexique (AMPROFON)           | Platine       | 250 000   |
| Nouvelle-Zélande (RIANZ)     | Platine       | 15 000    |
| Royaume-Uni (BPI)            | 2 × Platine   | 700 000   |
| Suède (GLF)                  | 2 × Platine   | 160 000   |
| Suisse (IFPI)                | 2 × Platine   | 100 000   |